# Credință

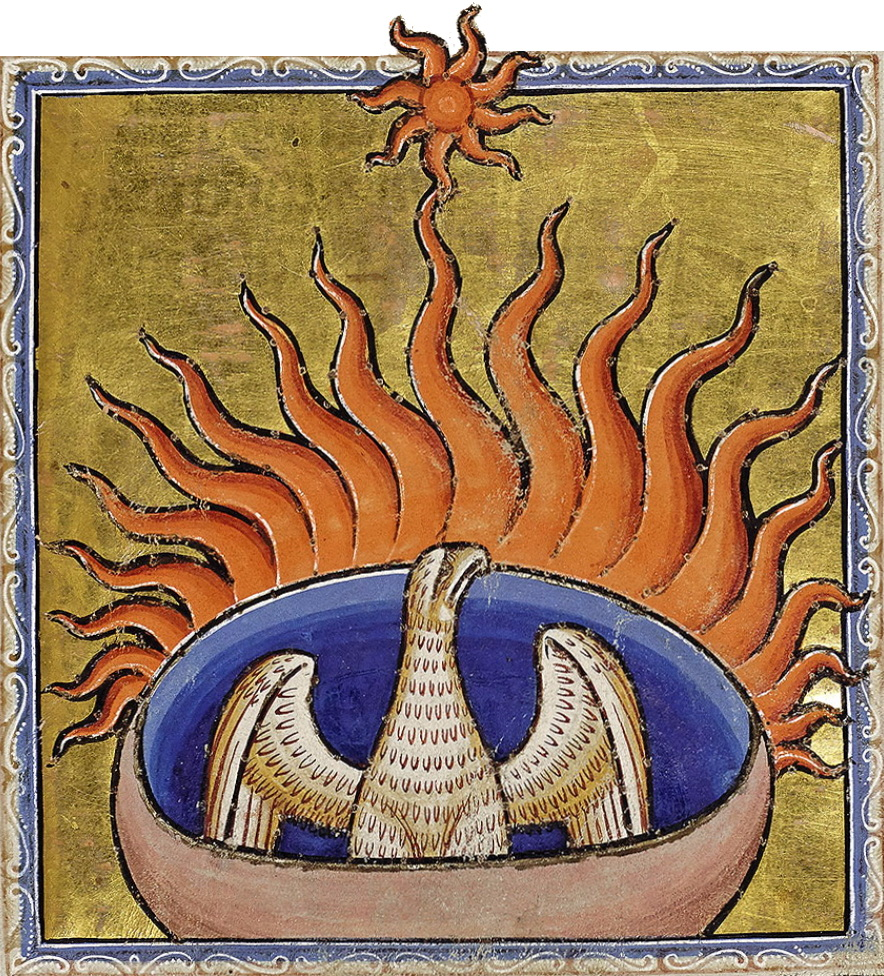
Legenda Phoenixului care se ridică din cenușă este o credință în înviere atât de imprimată în civilizația occidentală, încât a trecut pe planurile simbolice și literare.

Credința este convingerea unei persoane că lucrurile stau într-un fel anume, cu sau fără prezența evidențelor empirice care să probeze respectiva convingere. Credință mai înseamnă și fidelitate, devotament, statornicie față de cineva sau de ceva. Profesiunea de credință este o declarație publică pe care o face cineva asupra principiilor sau convingerilor sale.
Cuvântul „credință” redă termenul grecesc pístis, care transmite în principal ideea de încredere, convingere fermă. În funcție de context, termenul grecesc poate avea și sensul de „fidelitate” sau de „caracter demn de încredere” 
În anul 2011, un studiu a arătat că atunci când 10% din populație are o credință de nestrămutat, acea credință va fi adoptată întotdeauna de majoritatea societății.